# Milan Dekleva

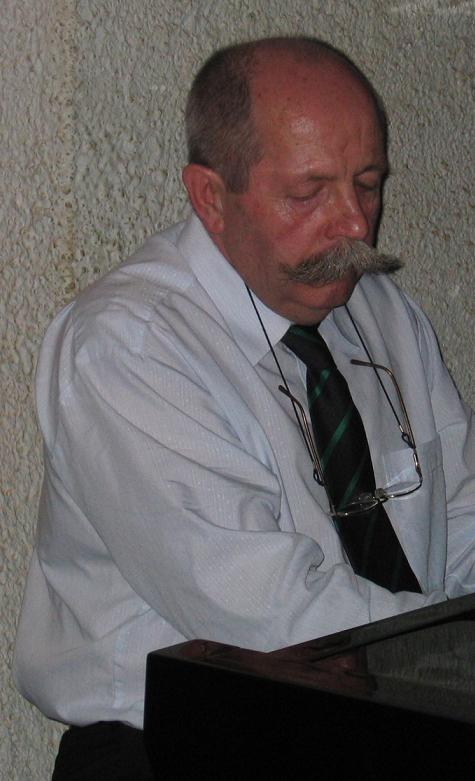
Milan Dekleva am Klavier (2006)

Milan Dekleva (* 17. Oktober 1946 in Ljubljana) ist ein slowenischer Lyriker, Schriftsteller, Dramatiker, Journalist und Übersetzer.

## Leben
Nach seinem Studium der Komparatistik an der Philosophischen Fakultät der Universität Ljubljana arbeitete Dekleva als Musiklehrer, Journalist, u. a. für Radio Študent sowie die slowenischen Zeitungshäuser Dnevnik und Tribuna, und als Redakteur beim slowenischen staatlichen Rundfunk RTV Slovenija. Dekleva ist außerdem Pianist und war als Musiker in den 1970er-Jahren Mitglied der Band Salamander, die nach 40 Jahren Unterbrechung heute wieder gelegentlich auftritt. In früherer Zeit war er zudem als Rugby- und Wasserball-Spieler bekannt. Er lebt in Ljubljana und ist Mitglied des Slowenischen Schriftstellerverbands.

## Literarisches Werk
Deklevas literarisches Opus ist sehr umfangreich, am bekanntesten ist er jedoch für seine Lyrik. Bisher (Stand Herbst 2023) hat er 27 Gedichtbände veröffentlicht. 1971 war er der erste Lyriker Sloweniens, der unter dem Titel Mushi mushi einen Band mit Haikus veröffentlichte. Seine allerersten Gedichte veröffentlichte er bereits im Alter von 13 Jahren in den Zeitschriften Obzornik und Mladina. In seiner Lyrik untersucht er die Welten verschiedener Sprachen, bezieht sich auf die Ursprünge der europäischen sowie östlicher Philosophie und lässt dabei auch Paradoxien und musikalische Improvisationen miteinfließen. Hierbei bedient er sich verschiedener lyrischer Formen, u. a. verfasst er auch Prosagedichte. Außerdem verfasst er Prosa für Erwachsene und Kinder, darunter bisher acht Romane, drei Kurzgeschichtenbände und drei Essaysammlungen (z. B. Etimologija pozabe, 2012;  „Etymologie des Vergessens“). Seine Erzählungen handeln zumeist vom Leben von Menschen an persönlichen, sozialen und historischen Wendepunkten, z. B. Zaplešiva, Dante, 2020 („Lass uns tanzen, Dante“), dessen Protagonistin trotz schwieriger persönlicher und gesellschaftlicher Lebensumstände beharrlich an der Kunst festhält. Außerdem lässt er in seine Romane die Biographien berühmter Persönlichkeiten einfließen. So handelt sein mit dem Kresnik-Preis ausgezeichneter Roman Zmagoslavje podgan (2005, „Triumph der Ratten“) vom Leben Slavko Grums, Pimlico (1998), das in Slowenien 2007 zur Abiturlektüre gekürt wurde, vom Liedermacher Tomaž Pengov, mit dem Dekleva zusammen bei Salamander gespielt hatte. Außerdem veröffentlichte Dekleva Opernlibretti, Texte für Kantaten, Musicals für Kinder sowie Theater-, Puppen- und Hörspiele.
Deklevas Werke wurden in zahlreiche Sprachen übersetzt, u. a. ins Deutsche, Englische, Italienische, Spanische, Russische, Tschechische, Slowakische, Kroatische und Serbische. 2017 erschien der Roman Die Weltbürgerin über die in Slowenien geborene, aber deutschsprachige Journalistin und Reiseschriftstellerin Alma Karlin in deutscher Übersetzung von Klaus Detlef Olof. Mit Die Schnittmenge der Schönheit erschien 2022 die erste Auswahl seiner Gedichte in Buchausgabe beim Verlag Edition Thanhäuser.
Neben seiner schriftstellerischen Tätigkeit hat sich Dekleva auch als Literaturübersetzer aus dem Englischen einen Namen gemacht, so übersetzt er vor allem renommierte Autoren von Kinderliteratur und Märchen ins Slowenische (z. B. David Walliams, Roald Dahl, Rachel Bright, Axel Scheffler, Lewis Carroll).

## Publikationen (Auswahl)
Lyrik
- Mushi mushi, 1971. Ljubljana: IO SŠ.
- Dopisovanja, 1978. Ljubljana: Državna založba Slovenije.
- Nagovarjanja, 1979. Ljubljana: Mladinska knjiga.
- Zapriseženi prah, 1987. Ljubljana: Mladinska knjiga.
- Odjedanje božjega, 1988. Ljubljana: Emonica.
- Šepavi soneti, 1994. Ljubljana: Mihelač.
- Jezikava rapsodija, 1996. Ljubljana: LUD Literatura.
- V živi zob, 2003. Ljubljana: Cankarjeva založba.
- Slepa pegica časa/Blind spot of time, 2007. Ljubljana: Slovene Writers’ Association.
- Sledi božjih šapic. Izbrane pesmi, 2007. Ljubljana: Mladinska knjiga.
- Audrey Hebburn, slišiš metlo budističnega učenca? 2008. Ljubljana: Cankarjeva založba.
- Sto žalostnih in še ena malo manj vesela, 2010. Ljubljana: Cankarjeva založba.
- Izganjalci smisla, 2012. Ljubljana: LUD Literatura.
- Uglaševanje molka. Zbrane in dodane pesmi, 2013–2014. Ljubljana: Cankarjeva založba.
- Darwin gre v jedilnico/Darwin going dining. Izbrane pesmi/selected poems: 2001–2015, 2015. Ljubljana: Beletrina.
- In Darwinu zadrhti roka, 2016. Ljubljana: Beletrina.
- Gestalt, 2017. Maribor: Litera.
- In vsi so očarani z mesečino (okrog pesmi), 2020. Ljubljana: Književno društvo Hiša poezije.
- Nevidnosti, 2021. Ljubljana: Slovenska matica.
- Čistost tega jutra, 2023. Maribor: Pivec.

Prosa
- Pimlico, 1998. Ljubljana: Študentska založba
- Zmagoslavje podgan, 2005. Ljubljana: Cankarjeva založba.
- Svoboda belega gumba, 2011. Ljubljana: Cankarjeva založba.
- Benetke, zadnjič, 2014. Ljubljana: Cankarjeva založba.
- Telo iz črk. Roman o Almi, 2015. Ljubljana: Cankarjeva založba.
- Inštitut doktorja Faulstaffa, 2018. Ljubljana: Cankarjeva založba.
- Pregovori in reki v kopalkah in obleki, 2019. Ljubljana: Buča.
- Zaplešiva, Dante, 2020. Ljubljana: Cankarjeva založba.
- Pet za kvartet, 2021. Ljubljana: Cankarjeva založba.

### Essayistik
- Gnezda in katedrale, 1997. Ljubljana: LUD Literatura.
- Etimologija pozabe. Abecednik poetičnih besed, 2012. Ljubljana: LUD Literatura.
- Eseji in zgodbe, 2021. Ljubljana: KUD Apokalipsa.

### Kinderliteratur
- Pesmarica prvih besed, 2010. Radovljica: Didaktika.
- Menjalnica sanj, 2015. Ljubljana: Mladinska knjiga.
- Skrivalnice, 2015. Jezero: Morfempuls.
- Strahožer, 2016. Jezero: Morfempuls.
- Uganke za Anke in Janke, 2017. Jezero: Morfempuls.
- Knjigožer, 2018. Jezero: Morfempuls.
- Palačinkožer, 2020. Jezero: Morfempuls.
- Pesmi na recept, 2023. Jezero: Morfempuls.

### Deutsche Übersetzungen
- Veröffentlichung von Gedichten im Sammelband Geburt eines Engels. Gedichte aus Slowenien. Hans Thill (Hrsg.), Heidelberg, Wunderhorn 2008, ISBN 978-3-88423-297-2.
- Die Weltbürgerin. Roman über Alma M. Karlin. Drava Verlag, Klagenfurt 2017, ISBN 978-3-85435-836-7. (slow. Telo iz črk. Roman o Almi. Ljubljana, Cankarjeva založba 2015)
- Die Schnittmenge der Schönheit, 2022. Übersetzt von Amalija Maček, Matthias Göritz, Monika Rinck, und Jan Wagner. Ottensheim/Donau: Thanhäuser.

## Auszeichnungen
- Rožanc-Preis 1999 für Gnezda in katedrale[8]
- Veronika-Preis 2003 für V živi zob[9]
- Prešeren-Preis 2006 für sein Lebenswerk
- Kresnik-Preis 2006 für Zmagoslavje podgan[10]
- Veronika-Preis 2008 für Audrey Hepburn, slišiš metlo budističnega učenca?[11]
- Desetnica-Preis 2011 für den Kindergedichtband Pesmarica prvih besed und
- Vasja-Cerar-Preis des Verbands slowenischer Literaturübersetzer 2022 für seine Übersetzungen von Rachel Brights Werken Lev v srcu in Veveričji prepir

Seine slowenische Übersetzung des Bilderbuchs Room on the Broom von Julia Donaldson wurde 2010 in die IBBY-Ehrenliste aufgenommen. 2017 wurde er zum außerordentlichen Mitglied der Slowenischen Akademie der Wissenschaften und Künste ernannt, 2023 schließlich zum Vollmitglied.